# Maciej Hołub
Maciej Hołub (ur. 13 marca 1995 w Rzeszowie) – polski pływak specjalizujący się w stylu klasycznym. Wielokrotny mistrz, rekordzista i reprezentant Polski, finalista mistrzostw świata i Europy juniorów, dwukrotny brązowy medalista olimpijskiego festiwalu młodzieży Europy. Absolwent Akademii Wychowania Fizycznego im. Jerzego Kukuczki w Katowicach.

## Osiągnięcia
W trakcie kariery sportowej zdobył 70 medali mistrzostw Polski, w tym 30 złotych (8 w kategorii seniorskiej, 12 w młodzieżowej i 10 w juniorskiej). 6-krotnie sięgnął po tytuł mistrza Polski seniorów na dystansie 50 m stylem klasycznym. 13 razy ustanowił rekordy Polski w różnych kategoriach wiekowych, w tym 10 indywidualnie i 3 w sztafetach.
Reprezentował Polskę na licznych zawodach międzynarodowych, w tym na Mistrzostwach Świata Juniorów w Dubaju (2013) oraz Mistrzostwach Europy Juniorów w Antwerpii (2012) i Poznaniu (2013) awansując w każdej z tych imprez do finału. Na Olimpijskim Festiwalu Młodzieży Europy w Trabzonie (2011) zdobył dwa brązowe medale. Odnosił także sukcesy na międzynarodowych wielomeczach pływackich, zwyciężając m.in. w Limassol (2011), Pradze (2011), Coimbrze (2012), Kijowie (2013).
Swoją sportową karierę zakończył udziałem w XXX Letniej Uniwersjadzie w Neapolu w 2019 roku. Był wówczas aktualnym mistrzem Polski na krótkiej (25 m) i długiej (50 m) pływalni, akademickim mistrzem Polski oraz liderem krajowego rankingu w sprincie w stylu klasycznym.
Po zakończeniu kariery sportowej rozpoczął działalność naukową i trenerską. Został doktorantem w Instytucie Nauk o Sporcie w Akademii Wychowania Fizycznego im. Jerzego Kukuczki w Katowicach.  Jest autorem publikacji z zakresu nauk o kulturze fizycznej, w tym dotyczących pływania, które zostały opublikowane w międzynarodowych czasopismach naukowych oraz laureatem stypendium Ministra Nauki i Szkolnictwa Wyższego za wybitne osiągnięcia.

## Kluby i trenerzy
Pierwsze kroki w sporcie stawiał w klubie UKS Orlik Przeworsk, gdzie ćwiczył pod okiem trenera Janusza Gondka. W latach 2010–2014 uczęszczał do Szkoły Mistrzostwa Sportowego w Krakowie, gdzie trenował na co dzień, jednocześnie reprezentując swój rodzimy klub. Jego głównym trenerem w tym okresie był Robert Brus. W latach 2014–2017 reprezentował barwy AZS AGH Kraków, doskonaląc swoje umiejętności pod opieką trenera Piotra Gęgotka. W sezonie 2015/2016, w ramach przygotowań z kadrą narodową seniorów, współpracował z trenerem Michałem Szymańskim. W latach 2017–2019 kontynuował karierę w klubie AZS AWF Katowice, gdzie w pierwszym sezonie pracował pod kierunkiem trenera Roberta Wilka, a w kolejnym dołączył do niego Michał Skrodzki.

## Medale, rekordy i międzynarodowe sukcesy
Dorobek medalowy mistrzostw Polski w pływaniu (70 medali):
- kat. senior – 22 medale (8 złotych, 7 srebrnych, 7 brązowych)
- kat. młodzieżowiec – 32 medale (12 złotych, 14 srebrnych, 5 brązowych)
- kat. junior – 17 medali (10 złotych, 6 srebrnych, 1 brązowy)

W trakcie swojej kariery 13-krotnie, w tym 10 razy indywidualnie, ustanawiał rekordy Polski w różnych kategoriach wiekowych: 11 w kategorii juniorskiej, 1 w młodzieżowej i 1 w seniorskiej.
W 2012 roku w kategorii 17-latków osiągnął trzeci najlepszy wynik w Europie na dystansie 50 m stylem klasycznym (basen 25 m).
W 2013 roku, w kategorii juniorskiej (do 18 lat), uzyskał piąty najlepszy czas na świecie oraz czwarty w Europie na dystansie 50 m stylem klasycznym (basen 50 m).
Podczas eliminacji Mistrzostw Świata Juniorów w Dubaju, na dystansie 50 m stylem klasycznym, uzyskał czas, który w późniejszym finale zapewniłby medal.
W 2016 roku podczas finału 100 m stylem klasycznym na Mistrzostwach Polski Seniorów i Młodzieżowców w Szczecinie (basen 50 m) zajął drugie miejsce, przy pierwszej lokacie premiowanej kwalifikacją na Igrzyska Olimpijskie w Rio de Janeiro.